# Bryan Robson
Bryan Robson OBE (11 de gener de 1957) és un exfutbolista anglès de la dècada de 1980 i entrenador.
Defensà els colors de West Bromwich Albion FC el 1972, Manchester United FC des de 1981 i Middlesbrough FC. Fou 90 cops internacional amb la selecció d'Anglaterra amb la qual participà en la Copa del Món de futbol de 1982, 1986 i 1990.
Com a entrenador ha dirigit els clubs Middlesbrough FC, West Bromwich Albion FC, Bradford City AFC i Sheffield United FC.

## Palmarès
Font:
Manchester United
- Premier League: 1992-93, 1993-94[9]
- FA Cup: 1982-83, 1984-85, 1989-90
- FA Charity Shield: 1983, 1993
- Recopa d'Europa de futbol: 1990-91

Middlesbrough
- Football League First Division: 1994-95

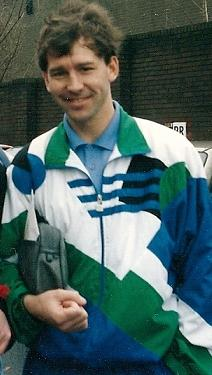
Robson a Manchester United el 1992.